# Renate Zürner
Renate Zürner (geb. Müller; * 25. Januar 1930 in Meißen; † 18. April 2014 in Leipzig) war eine deutsche Malerin und Grafikerin.

## Leben und Werk
Der Vater Renate Zürners, Fritz Müller (1893–1945), war selbstständiger Vulkanisiermeister in Meißen, ihre Mutter Elsa arbeitete nach 1945 als Schneiderin. Renate Müller machte von 1946 bis 1951 in der Porzellanmanufaktur Meißen eine Ausbildung zur Porzellanmalerin, wozu auch ein intensives Naturstudium gehörte. Danach studierte sie bis 1956 bei Elisabeth Voigt an der Hochschule für Grafik und Buchkunst Leipzig. Elisabeth Voigt schickte sie auch zu Studien ins Tieranatomische Institut, was ihr später bei Buchillustrationen mit Tierbildern hilfreich war. Einer ihrer Kommilitonen war Klaus Zürner, den sie 1957 heiratete und mit dem sie dann die Kinder Gisela (* 1960) und Kai (* 1963) hatte. Nach dem Diplom arbeitete Renate Zürner ab 1957 in Leipzig und ab 1993 in Radebeul. Ab 2008 lebte sie mit fortschreitender Demenz in einem Leipziger Seniorenheim.
Zu ihren Arbeitsgebieten gehörte neben der freien Malerei, Zeichenkunst und Grafik auch die Buch-Illustration, u. a. für Kinderbücher und für Bücher der Reihe Urania Universum.

## Mitgliedschaften
- 1956 bis 1990: Verband Bildender Künstler der DDR
- Ab 1990: Bund Bildender Künstler Leipzig
- Ab 1992: GEDOK

## Rezeption
„Renate Zürner zeichnete und malte aus Leidenschaft für die Dinge um sie her. Gewissermaßen als Dokumentaristin widmete sie sich ein Leben lang den Häusern in den Straßen, in denen sie wohnte … den Blumen im Haus und im Garten, den Landschaften, die sie durchwanderte und den Tieren. …
Zum Œuvre von Renate Zürner gehören meisterhafte Zeichnungen, kräftige und zartfarbige Aquarelle und Ölbilder sowie exzellente Arbeiten in den druckgrafischen Techniken des Linolschnittes oder des Holzschnittes mit besonders dezent eingesetzten Farben. Trotz großem Handicap zeichnete sie bis zuletzt, und sei es mit feinsten Strichen und Tönungen ein Alpenveilchen.“

## Werke

### Werke in öffentlichen Sammlungen (Auswahl)
- Musikschüler (Farbradierung, 52,8 × 38,6 cm, 1993; Kunstfonds Sachsen)[2]

### Buchillustrationen (Auswahl)
- Ruth Kraft: Im Stall und auf der Weide. Abel & Müller, Leipzig, 1961
- Ruth Kraft: Am Teich und auf der Wiese. Abel & Müller, Leipzig, 1970

## Ausstellungen

### Einzelausstellungen (Auswahl)
- 1980: Leipzig, Wort und Werk (Malerei und Grafik; mit Hanna Studnitzka und Klaus Zürner)
- 1989: Leipzig, Wort und Werk (Aquarelle und Zeichnungen; mit Klaus Zürner und Wolfgang Eckhardt)
- 2000: Radebeul, Stadtgalerie (Aquarelle, Zeichnungen, Druckgrafik)
- 2007: Hainichen, Gellert-Museum („Die Sonne und die Frösche. Holzschnitte aus dem Jahre 1956 zu Fabeln von Jean de La Fontaine, Christian Fürchtegott Gellert und Iwan Krylow“)

### Ausstellungsbeteiligungen (Auswahl)
- 1958, 1974, 1979 und 1985: Leipzig, Bezirkskunstausstellungen
- 1965: Leipzig, Museum der bildenden Künste („500 Jahre Kunst in Leipzig“)
- 1965: Berlin („Junge Gebrauchsgrafiker“)
- 1975 und 1979: Schwerin, Staatliches Museum („Farbgrafik in der DDR“)
- 1979: Berlin („Buchillustrationen in der DDR“)
- 1982: Leipzig („10 Jahre Leipziger Grafikbörse“)
- 1982 und 1986: Fürstenwalde („DDR-Miniaturen“)
- 1996: Lübeck, Atelierhaus der GEDOK Schleswig-Holstein („GEDOK - Republik der Künste, Avantgarde und Tradition“)
- 1989: Leipzig, Galerie im Hörsaalbau der Universität („Leipziger Stecherkunst im XX. Jahrhundert“)
- 1992: Leipzig („Frauen-ART“)